# Florentino Ameghino
Aquest autor és citat en taxonomia animal amb el nom «Ameghino».

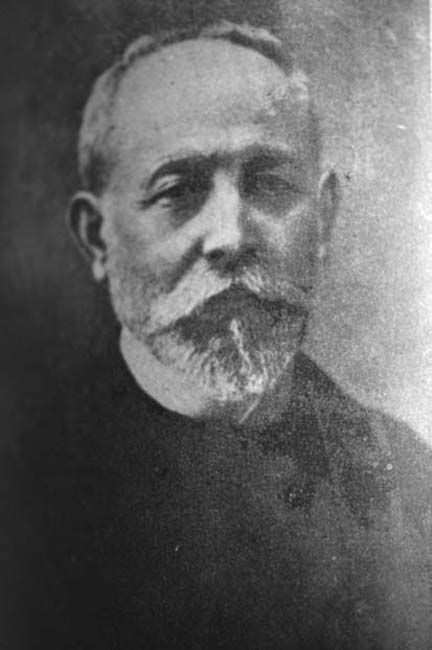
Florentino Ameghino (a la dècada del 1890)

Florentino Ameghino (Moneglia, 19 de setembre del 1853 – Buenos Aires, 6 d'agost del 1911) fou un naturalista, paleontòleg, antropòleg i zoòleg argentí.
Nascut de pares immigrants italians, Ameghino fou un naturalista autodidacta, i concentrà la seva investigació a les terres de les Pampes meridionals. Reuní una de les col·leccions de fòssils més grans del món en aquells temps, que li serví de base per a nombroses investigacions geològiques i paleontològiques. També investigà la possible presència d'homes prehistòrics a les Pampes (Homo pampeanus) i postulà diverses teories polèmiques sobre l'origen dels humans a Amèrica del Sud.

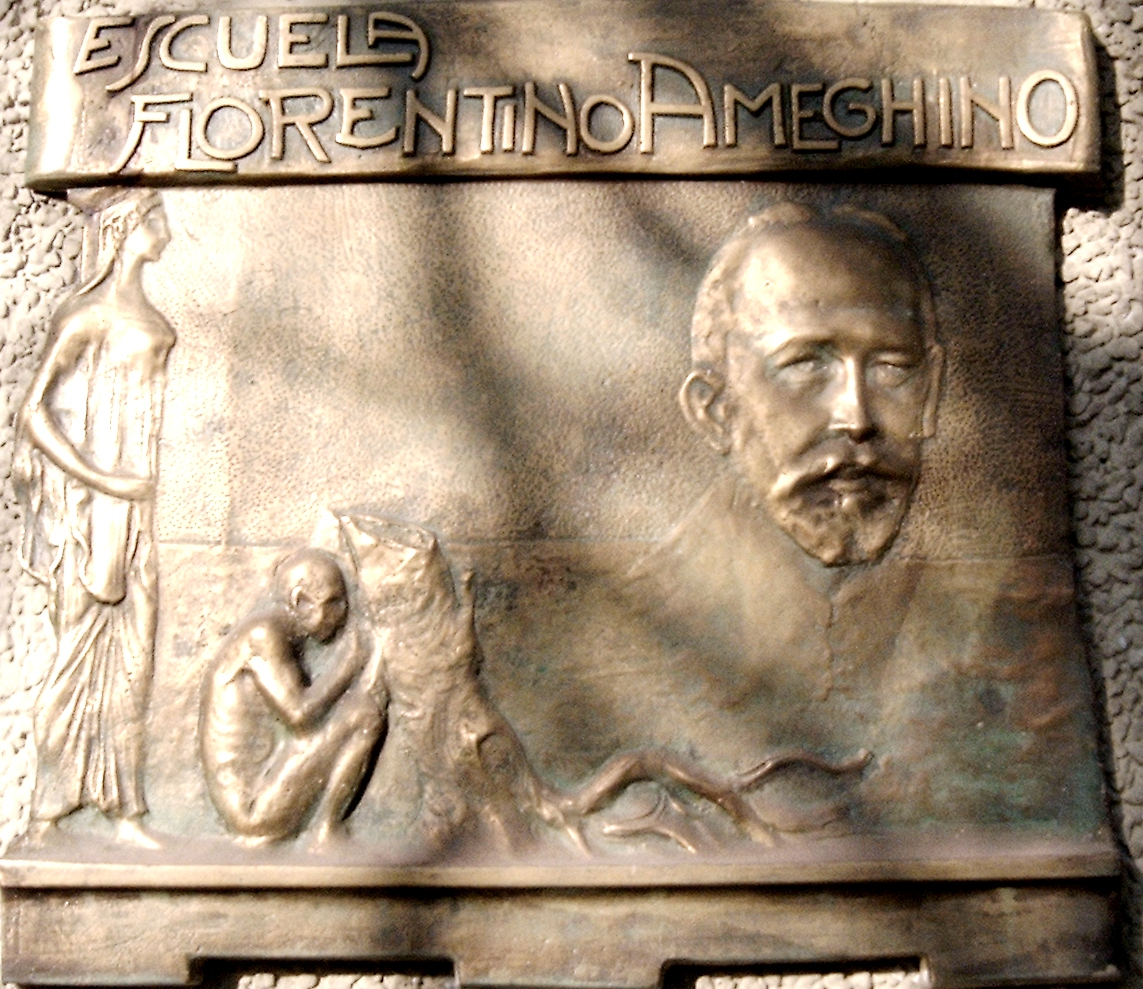
Imatge de Florentino Ameghino, per l'escultor Erminio Blotta.

Ameghino aconseguí la càtedra de zoologia a la Universitat de Córdoba, la subdirecció del Museo de La Plata, i la direcció del Museu Nacional de Buenos Aires. Morí de diabetis a Buenos Aires.
El cràter Ameghino de la Lluna fou anomenat en honor seu. El Partit Florentino Ameghino, i la seva capital Ameghino, situat al nord-oest de la província de Buenos Aires, també li deuen el nom.